# Гассанига, Пауло
Пауло Дино Гассанига (исп. Paulo Dino Gazzaniga; родился 2 января 1992 года в Мёрфи, Аргентина) — аргентинский футболист, вратарь испанского клуба «Жирона».

## Клубная карьера
Гассанига начал в испанской «Валенсии», но из-за жёсткой конкуренции так и не смог дебютировать за клуб. В 2011 году он покинул Испанию и перешёл в английский «Джиллингем». С командой второй лиги он заключил соглашение на два года. Пауло был сменщиком Росса Флитни. 4 октября в матче Трофея лиги против клуба «Барнет» он дебютировал за новый клуб. 28 января 2012 года в поединке против «Аккрингтон Стэнли» Гассанига дебютировал во второй лиге, заменив Флитни в начале второго тайма.
Летом 2012 года Пауло перешёл в «Саутгемптон». В обратном направлении отправился в аренду Томми Форкаст. Гассанига подписал с командой контракт на четыре года. 22 сентября в матче против «Астон Виллы» он дебютировал в Премьер-лиге. Во втором сезоне в клуб пришёл поляк Артур Боруц и занял место в основе. 1 декабря 2013 года в поединке против «Челси» он сломал руку и Гассанига вновь занял место в воротах.
Летом 2016 года Пауло на правах аренды перешёл в «Райо Вальекано». 20 августа в матче против «Эльче» он дебютировал в Сегунде. В сезоне 2016/2017 Гассанига сыграл за «Райо Вальекано» 32 матча в Сегунде.
24 августа 2017 года Гассанига перешёл в «Тоттенхэм Хотспур», заключив с клубом контракт на пять лет. Руководство «Тоттенхэма» приобрело аргентинца на смену испанцу По Лопесу, выступавшему за клуб на правах аренды, чтобы он составил конкуренцию Мишелу Ворму за роль сменщика основного вратаря Уго Льориса. С главным тренером «Тоттенхэма» Маурисио Почеттино, который является его земляком, Гассанига уже работал в «Саутгемптоне». 22 сентября 2018 года в матче против «Брайтон энд Хоув Альбион» он дебютировал за новую команду.

## Международная карьера
20 ноября 2018 года в товарищеском матче против сборной Мексики Гассанига дебютировал за сборную Аргентины. Этот матч остаётся единственным за сборную для Гассаниги.

## Достижения
«Тоттенхэм Хотспур»
- Финалист Лиги чемпионов УЕФА: 2018/19

«Фулхэм»
- Победитель Чемпионшипа: 2021/22

## Статистика выступлений
| Клуб             | Сезон            | Лига | Лига | Кубок | Кубок | Кубок Лиги | Кубок Лиги | Прочие | Прочие | Итого | Итого |
| Клуб             | Сезон            | Игры | Голы | Игры  | Голы  | Игры       | Голы       | Игры   | Голы   | Игры  | Голы  |
| ---------------- | ---------------- | ---- | ---- | ----- | ----- | ---------- | ---------- | ------ | ------ | ----- | ----- |
| Джиллингем       | 2011/12          | 20   | -27  | 1     | -3    | 0          | 0          | 1      | -3     | 22    | -33   |
| Саутгемптон      | 2012/13          | 9    | -12  | 0     | 0     | 2          | -1         | 0      | 0      | 11    | -13   |
| Саутгемптон      | 2013/14          | 8    | -16  | 0     | 0     | 0          | 0          | 0      | 0      | 8     | -16   |
| Саутгемптон      | 2014/15          | 2    | -3   | 0     | 0     | 0          | 0          | 0      | 0      | 2     | -3    |
| Саутгемптон      | 2015/16          | 2    | -3   | 0     | 0     | 0          | 0          | 0      | 0      | 2     | -3    |
| Саутгемптон      | 2016/17          | 0    | 0    | 0     | 0     | 0          | 0          | 0      | 0      | 0     | 0     |
| Саутгемптон      | Итого            | 21   | -34  | 0     | 0     | 2          | -1         | 0      | 0      | 23    | -35   |
| Всего за карьеру | Всего за карьеру | 41   | -61  | 1     | -3    | 2          | -1         | 1      | -3     | 45    | -68   |

(откорректировано по состоянию на 8 января 2016)